# روش اسخیفنینگن

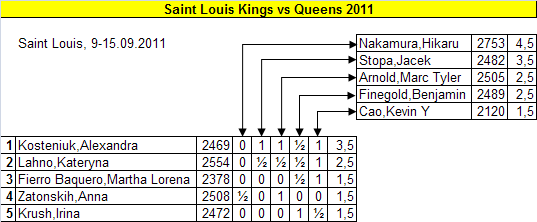
نمایی از یک نوع محاسبه با روش اسخیفنینگن

روش اسخیفنینگن (به انگلیسی: Scheveningen system) یکی از روش‌های مسابقه تیم به تیم میان دو تیم شطرنج است. به این ترتیب که هر بازیکن از تیم اول با تمام بازیکنان تیم حریف به مسابقه می‌پردازد. به عبارت دیگر تمام بازیکنان یک تیم با تمام بازیکنان تیم دیگر مسابقه می‌دهند. برنده تیمی است که بیشترین برد را داشته باشد.

روش اسخیفنینگن روشی مرسوم برای جمع آوری امتیازات لازم به منظور کسب درجه و عنوان در شطرنج است. نخستین بار در رقابت‌های شطرنجی که در سال ۱۹۲۳ در اسخیفنینگن در حومه شهر لاهه هلند جریان داشت از این شیوه استفاده شد.